# Трахимёнок, Сергей Александрович
Сергей Александрович Трахимёнок (род. 7 февраля 1950, Карасук, Новосибирская область) ― писатель, доктор юридических наук, профессор. Секретарь Союза писателей Беларуси.

## Биография
Служил в армии, работал на заводе. В 1977 году окончил Свердловский юридический институт, факультет правоведения. В 1981 году ― Высшие курсы КГБ СССР в Минске. С 1990 года живёт в Минске. Доктор юридических наук (1999), профессор (2003). Член Союза писателей России (1994) и Союза писателей Беларуси (1996).
В 1996—1999 гг. заведующий кафедрой правовых дисциплин Института национальной безопасности Республики Беларусь. В 1999—2000 гг. начальник Ситуационно-аналитического центра Государственного секретариата Совета безопасности Республики Беларусь. С 2005 по 2007 — заместитель директора Института госслужбы, с 2008 года ― директор НИИ теории и практики государственного управления Академии управления при Президенте Республики Беларусь.

## Научные работы
- Диссертация на соискание степени кандидата юридических наук «Организационно-правовая деятельность общественных объединений в обеспечении личной безопасности граждан». Белорусский государственный ун-т. — Минск, 1993
- Монография "Безопасность государства: методолого-правовые аспекты. Минск.: Бел.изд. Тов-во «Хата», 1997. — 192 с.
- Диссертация на соискание степени доктора юридических наук «Социально-правовые проблемы обеспечения безопасности государства (Концепция и модель правового института)». Бел.государственный ун-т. — Минск, 1998
- Более 100 публикаций в сфере правового регулирования и обеспечения безопасности социальных систем. Автор курса лекций по теории права.

## Литературное творчество
Работает в жанре приключенческого романа, детектива. Автор публицистических статей. Первые публикации в конце 1980-х в еженедельнике «Молодость Сибири». В дальнейшем печатался в журналах «Сибирские огни», «Неман», «Родник», «Немига», «Авантюрист», «Личная жизнь», «Белорусская думка» (Минск), «Роман-журнал XXI век», «Наш современник», «Дон» (Ростов-на-Дону), «Подъем» (Воронеж), «Простор» (Алма-Ата), «Ладога» (СПб), «Огни Кузбасса» (Кемерово), «Славянин» (Харьков) и др.

## Киносценарии
- «Дело лейтенанта Приблагина», БТ. — 1995
- «Этьен», БТ, — 1998
- "Последний из группы «Джек», БТ — 2000
- «Кент», Белвидеоцентр — 2000
- «Спутники „Сатурна“, Белвидеоцентр. — 2002
- „Вспоминая Черняховского“, Беларусьфильм. — 2004
- „Лика-демебельска байка“, Беларусьфильм». — 2004
- «Чуть смелее других», Белвидеоцентр — 2006
- «Терновые венки Олимпа», Беларусьфильм. — 2010
- «Крепость над Бугом», Белвидеоцентр. — 2011
- «Уроки физиогномики». Студия СТАШ. — 2012

## Награды и литературные премии
- Медаль Франциска Скорины (2 октября 2015)[1]
- «Золотой купидон» — национальная литературная премия 2008 года за роман «Синдром выгорания» (Беларусь)
- Лауреат литературной премии Уральского федерального округа 2012 года за роман «Чаша Петри или русская цивилизация: генезис и проблемы выживания» (Россия)
- Дипломант национального фестиваля в Бресте (Беларусь-2007) и «Бородинская осень» (Россия-2008) за сценарий к фильму «Чуть смелее других».
- Фестиваля спортивных фильмов в Липецке (Россия −2012) за сценарий фильма «Терновые венки Олимпа»
- Лауреат Всероссийской литературной премии имени Д. Н. Мамина-Сибиряка за 2015 год за книгу прозы «Повести разных лет».